# سامي الجابر
سامي عبد الله محمد الجابر (مواليد 11 ديسمبر 1972)، هو لاعب ومدرب كرة قدم سعودي سابق. لعب في مركز الهجوم لصالح نادي الهلال طوال مسيرته الرياضية تقريبا باستثناء إعارة لمدة خمسة أشهر لنادي ولفرهامبتون واندرارز الإنجليزي.
يعتبر الجابر ثاني أفضل هداف دولي لبلاده، إذ سجل 46 هدفاً في 156 مباراة دولية بين عامي 1992 و2006. بين عام 1994 إلى 2006 شارك في أربع بطولات متتالية في كأس العالم وسجل ثلاث أهداف، كما شارك مع المنتخب السعودي الذي فاز بكأس آسيا عام 1996. يشتهر الجابر على نطاق واسع بأنه أحد أفضل اللاعبين السعوديين في تاريخ كرة القدم السعودية.
كُلف سامي الجابر برئاسة نادي الهلال لمدة موسم رياضي واحد بعد استقالة الأمير نواف بن سعد على أن يعلن تشكيل مجلس إدارته خلال أسبوع من تاريخ القرار. في 13 سبتمبر 2018، أعلن رئيس مجلس إدارة الهيئة العامة للرياضة حينها تركي آل الشيخ إعفاء سامي الجابر من رئاسة مجلس إدارة نادي الهلال؛ ليعينه مستشارًا للهيئة العامة للرياضة ومسؤولًا عن العلاقات الدولية.

## مشواره الكروي
سجل خلال مشواره الكروي مع الهلال 177 هدف. يعتبر من أفضل اللاعبين في تاريخ بلاده حيث خاض منافسات كأس العالم أربع مرات متتالية وسجل ثلاثة أهداف كرقم قياسي لم يحظَ به أي لاعب عربي أو آسيوي. وبعد اعتزاله للكرة عمل في نادي الهلال مديراً للكرة من عام 2009 إلى عام 2012.
لينتقل بعدها لمجال التدريب من خلال أوكسير الفرنسي إذ أنه أول مدرب سعودي وعربي يحترف في أوروبا، وبعد انتهاء تعاقده مع اوكسير الفرنسي عمل مرباً ومديرًا فنياً لنادي الهلال إلى أقيل رسمياً في 26 مايو 2014. ثم انتقل إلى قطر مشرفاً فنياً عاماً على كرة القدم، والمتحدث الرسمي لنادي العربي كمرحلة جديدة في مشواره الرياضي مع مشاركته محللاً في قنوات بي إن سبورتس، لينتقل بعدها إلى الإمارات ليكون المدير الفني نادي الوحدة، وبعد انتهاء التعاقد تعاقد معه نادي الشباب السعودي لثلاثة أعوام ولكنه لم يتمها وأنهي عقده في 16 سبتمبر 2017.

## ولفرهامبتون ووندرز
في 22 أغسطس 2000، وافق الفريق الإنجليزي ولفرهامبتون واندررز على شروط توقيع الجابر بعد أن أثار إعجاب رئيس النادي وولف كولين في الاختبارات الأولية. كانت الصفقة عبارة عن فترة إعارة مدتها خمسة أشهر مع خيار الشراء مقابل 1.2 مليون جنيه إسترليني مما جعله أول لاعب سعودي يلعب في إنجلترا. استغرق الأمر حوالي شهر قبل إعطائه التصريح للعب وقبل أن يتمكن من تسجيل أول ظهور له في السادس عشر من سبتمبر 2000 كبديل في مباراة تعادل في ويمبلدون 1-1. لقد فعل الشيء نفسه في المباراتين التاليتين في الدوري (ولعب مباراة كاملة في كأس رابطة أندية المحترفين) قبل أن يضطر إلى المغادرة للظهور في كأس آسيا مع المنتخب السعودي. عاد من اللعب الدولي وكان يعاني من إصابة في الفخذ تركته على دكة الاحتياط لمدة شهر.
استعاد الجابر لياقته لكنه تمكن من اللعب بديلاً في الفريق الأول، الأمر الذي أزعج ناديه السعودي. عاد إلى وطنه في إجازة بعد أن مرض والده خلال فترة أعياد الميلاد، وعند عودته إلى إنجلترا تم إقالة كولين لي واستبداله بديف جونز. طالب جونز بتمديد فترة الاختبار للسماح له بالتقييم الشخصي ولكن نادي الهلال رفض ذلك. عاد سامي الجابر إلى دياره بعد ثمانية أشهر لعب بها خمسة مباريات فقط وبدون أهداف.
على الرغم من عدم استمراره هناك، قال: «تعلمت كل شيء في هذا النادي الإنجليزي وكنت سعيدًا حقًا بوجودي خلال تلك الفترة».

## الغرافة
أعير إلى نادي الغرافة القطري في عام 2001 للمشاركة في كأس الأمير وشارك في النهائي.

## دوليا
شارك في أربع بطولات كأس العالم في أعوام 1994 و 1998 و 2002 وكأس العالم 2006. لعب 163 مباراة دولية ويأتي في المرتبة الثانية بعدد الظهور الدولي بعد محمد الدعيع في تاريخ بلاده.
أول ظهور له في الفريق الوطني السعودي كان في 11 سبتمبر 1992 وانتهى بالتعادل 1 - 1 ضد منتخب سوريا في كأس الأمم العربية. استغرق سامي حتى المباراة التاسعة عشرة ليحرز أول هدف دولي له عندما سجل هدفًا ضد منتخب ماكاو في 1 مايو 1993 في تصفيات كأس العالم 1994. تأهلت السعودية بعد ذلك لنهائيات كأس العالم 1994 في الولايات المتحدة الأمريكية، وهو الظهور الأول لها في كأس العالم. لعب الجابر مباراتين، حيث سجل من ركلة جزاء أمام المغرب في مباراة فاز بها المنتخب السعودي على المنتخب المغربي 2-1.

## الاعتزال
في صيف عام 2007م قرر سامي الجابر رسميًا اعتزاله بعد أن مكث أكثر من 20 سنة داخل المستطيل الأخضر وفي جنبات نادي الهلال، وقد أقيم له حفل اعتزال في شهر يناير عام 2008 وذلك بحضور نادي مانشستر يونايتد بكامل نجومه، وقد تكفل في الحفل الأمير عبد الله بن مساعد وأخوه الأمير عبد الرحمن بن مساعد ، وقد أقيمت المباراة بالرياض في استاد الملك فهد وقد شاركه بالاحتفال عدد من نجوم الكرة السعودية إضافة لفريق الهلال مكتمل الصفوف والكثير من الشخصيات الرياضية البارزة، وانتهت المباراة لصالح نادي الهلال بـ3 أهداف مقابل هدفين.

## بعد الاعتزال
بعد الاعتزال عمل مديراً للكرة في الفريق الأول بناديه السابق الهلال، كما اجتاز عدة دورات في مجال التدريب، ثم خاض تجربه خارجية كمساعد مدرب لنادي أوكسير الفرنسي تحت إشراف المدرب جيرو، كما كان أحد المشاركين بتحليل مباريات كأس الأمم الأوروبية 2008 والتي أقيمت في سويسرا والنمسا وذلك من خلال قناة الجزيرة الرياضية،
في نهاية موسم 2012–13 (والذي حصل فيه نادي الهلال على كأس ولي العهد ووصيف لدوري المحترفين وتأهل لدور ال16 في دوري ابطال آسيا بقيادة المدرب زلاتكو) قررت الإدارة الهلالية برئاسة عبد الرحمن بن مساعد بن عبد العزيز آل سعود تعيين نجم الكرة السعودية ونجم نادي الهلال سامي الجابر مدرباً للفريق الأول لمدة عامين قابلة للتجديد وإعطاءه كافة الصلاحيات لاختيار اللاعبين والجهاز المساعد له. إلى أن جاء القرار بإقالته يوم الاثنين 26 مايو 2014.، انتقل لقطر بعد تعيينه مديراً إدارياً لنادي العربي لمدة موسم ونصف، ومن ثم عين مدير فنياً في نادي الوحدة الإماراتي. ومن ثم عين مديراً فنياً للفريق الأول لنادي الشباب السعودي. وفي 16 سبتمبر 2017 أعلنت إدارة نادي الشباب عن إقالة سامي الجابر.
في 14 أبريل 2018 أعلن رئيس الهيئة العامة للرياضة السعودية تركي آل الشيخ عن تكليف سامي الجابر برئاسة نادي الهلال السعودي لموسم واحد بعد قرار الأمير نواف بن سعد الرئيس السابق للنادي بترك النادي.
في 13 سبتمبر 2018، أعلن رئيس مجلس إدارة الهيئة العامة للرياضة تركي آل الشيخ إعفاء سامي الجابر من رئاسة مجلس إدارة نادي الهلال؛ ليعينه مستشارًا للهيئة العامة للرياضة ومسؤولًا عن العلاقات الدولية.

## الإحصائيات

### النادي
| النادي   | الموسم   | الدوري | الدوري  | الكأس  | الكأس   | آسيا   | آسيا    | المجموع | المجموع |
| النادي   | الموسم   | الظهور | الأهداف | الظهور | الأهداف | الظهور | الأهداف | الظهور  | الأهداف |
| -------- | -------- | ------ | ------- | ------ | ------- | ------ | ------- | ------- | ------- |
| الهلال   |          |        |         |        |         |        |         |         |         |
| 1988–89  | 11       | 2      | 3       | 1      | -       | -      | 14      | 3       |         |
| 1989–90  | 20       | 16     | 7       | 1      | -       | -      | 27      | 17      |         |
| 1990–91  | 21       | 14     | 6       | 3      | 6       | 3      | 33      | 20      |         |
| 1991–92  | 13       | 6      | 9       | 3      | -       | -      | 22      | 9       |         |
| 1992–93  | 21       | 19     | 5       | 2      | -       | -      | 27      | 21      |         |
| 1993–94  |          |        |         |        |         |        |         |         |         |
| 1994–95  | 12       | 2      | 13      | 8      | -       | -      | 25      | 10      |         |
| 1995–96  | 19       | 4      | 11      | 0      | -       | -      | 30      | 4       |         |
| 1996–97  | 13       | 2      | 9       | 3      | 10      | 5      | 31      | 10      |         |
| 1997–98  | 15       | 2      | 8       | 6      | 9       | 6      | 32      | 14      |         |
| 1998–99  | 19       | 7      | 11      | 6      | 5       | 2      | 35      | 15      |         |
| 1999–00  | 19       | 6      | 9       | 5      | 4       | 0      | 32      | 11      |         |
| 2000–01  | 13       | 1      | 6       | 2      | 5       | 2      | 24      | 5       |         |
| 2001-02  | 17       | 3      | 2       | 0      | 6       | 4      | 25      | 7       |         |
| 2002–03  | 15       | 2      | 8       | 2      | 2       | 0      | 25      | 4       |         |
| 2003–04  | 13       | 3      | 2       | 0      | 4       | 1      | 19      | 3       |         |
| 2004–05  | 16       | 11     | 10      | 8      | -       | -      | 26      | 19      |         |
| 2005–06  | 6        | 0      | 4       | 2      | 3       | 0      | 13      | 2       |         |
| 2006–07  | 5        | 1      | 3       | 2      | -       | -      | 8       | 3       |         |
| الإجمالي | الإجمالي | 268    | 101     | 126    | 54      | 54     | 23      | 448     | 177     |

### الإحصاءات التدريبية
آخر تحديث 16 سبتمبر 2017.
| النادي  | البلد                    | من          | إلى         | سجل | سجل | سجل | سجل | سجل | سجل  | سجل | سجل    |
| النادي  | البلد                    | من          | إلى         | م   | ف   | ت   | خ   | له  | عليه | +/- | فوز %  |
| ------- | ------------------------ | ----------- | ----------- | --- | --- | --- | --- | --- | ---- | --- | ------ |
| الهلال  | السعودية                 | يونيو 2013  | يونيو 2014  | 52  | 35  | 11  | 6   | 91  | 38   | +53 | %70.73 |
| الوحدة  | الإمارات العربية المتحدة | فبراير 2015 | مايو 2015   | 45  | 26  | 8   | 11  | 10  | 12   | −2  | %50.00 |
| الشباب  | السعودية                 | يونيو 2016  | سبتمبر 2017 | 72  | 27  | 18  | 27  | 43  | 40   | +3  | %35.29 |
| المجموع | المجموع                  | المجموع     | المجموع     | 88  | 47  | 17  | 24  | 143 | 91   | 52+ | 53.41  |

## الإنجازات

### كلاعب
الهلال
- بطولة الأندية الآسيوية أبطال الدوري (2): 1991، 2000
- كأس أبطال الكؤوس الآسيوية (2): 1997، 2002
- كأس السوبر الآسيوي (1): 1997
- دوري المحترفين السعودي (5): 1989–90، 1995–96، 1997–98، 2001–02، 2004–05
- كأس ولي العهد السعودي (5): 1994–95، 1999–00، 2002–03، 2004–05، 2005–06
- كأس الاتحاد السعودي (4): 1990، 1993، 1996، 2000
- كأس المؤسس السعودي (1): 2000
- البطولة العربية للأندية (2): 1994، 1995
- كأس السوبر العربي (1): 2001
- كأس الخليج للأندية (1): 1998
- كأس السوبر المصري السعودي (1): 2001

 السعودية
- كأس آسيا (1): 1996
- كأس الخليج العربي (2): 1994، 2002

### كمدرب
الهلال
- دوري المحترفين السعودي: 2013–14 (الوصيف)
- كأس ولي العهد السعودي: 2013–14 (الوصيف)

### الفردية
- جائزة أفضل لاعب عربي (1): 2001.
- الدوري السعودي الممتاز الهداف (2): 1989–90، 1992–93.
- اللاعب العربي الوحيد الذي شارك في 4 نسخ من كأس العالم (1994، 1998، 2002، 2006)
- اللاعب العربي الوحيد الذي سجل 3 أهداف في تاريخ كأس العالم.
- أكثر لاعب سعودي سجل في كأس العالم (3).
- الحذاء الذهبي العربي لأفضل هداف في عام 1990.
- هداف الهلال التاريخي (177).
- أفضل لاعب في كأس الكؤوس الآسيوية 1996.
- أفضل لاعب في كأس السوبر الآسيوي 1997.
- أفضل لاعب آسيوي في الشهر: يونيو 1997، يونيو 1998، يناير 1999، ديسمبر 1999.
- أكثر لاعب سعودي تسجيلاً لناديه خارجيًا (50) هدف رسمي.[16]
- اختير سفير للنوايا الحسنة من قبل الأمم المتحدة منذ عام 2005 مع زيدان ورونالدو وعدد من مشاهير العالم.[16]
- أصغر لاعب في العالم يخوض أكبر عدد من المشاركات الدولية خاض مباراته الـ 100 وهو في سن الـ 22.[16]
- انضم الي لاعبين نادي الفيفا المئوي.

### كرئيس نادي
الهلال
- كأس السوبر السعودي: 2018

## العمل الإعلامي
قدّم الجابر برنامج (ذات)، وهو برنامج حواري عرض على قناة السعودية في شهر رمضان عام 1443هـ (2022م). وقدم برنامج (ذات 2) على القناة نفسها في رمضان 2023.

## وصلات خارجية
- الاتحاد الدولي للاحصاءات يذكر مباريات سامي واهدافه الدولية بالتفصيل
- سامي الجابر على AlHilal.com
- سامي الجابر على FIFA.com
- سامي الجابر على موقع الاتحاد الدولي (مؤرشف)  (الإنجليزية)
- سامي الجابر على موقع قاعدة بيانات كرة القدم.إي يو (الإنجليزية)
- سامي الجابر على موقع ناشيونال فوتبول تيمز (الإنجليزية)
- سامي الجابر على موقع Soccerbase.com (لاعب) (الإنجليزية)
- سامي الجابر على موقع Soccerway.com (الإنجليزية)